# Pūrba Champāran
Pūrba Champāran är ett distrikt i Indien.   Det ligger i delstaten Bihar, i den nordöstra delen av landet, 800 km öster om huvudstaden New Delhi. Antalet invånare är 5 099 371.
Följande samhällen finns i Pūrba Champāran:
- Motīhāri
- Raxaul
- Dhāka
- Sagauli
- Chakia